# Aigues-Mortes nyugati erődfalai (Bazille-kép)
Az Aigues-Mortes nyugati erődfalai Frédéric Bazille tájképe, amely a washingtoni National Gallery of Art gyűjteményének része.

## Keletkezése
Frédéric Bazille 1867-ben egy hónapot töltött a  dél-franciaországi Aigues-Mortes-ban, amely kevesebb, mint húsz kilométerre fekszik családja, Montpellier környéki birtokától. Aigues-Mortes híres jó állapotban megőrzött középkori erődfalairól, illetve arról, hogy két keresztes hadjárat is indult onnan.
A Bazille által ott töltött időszakból három kép befejezéséről tudni, közülük az Aigues-Mortes nyugati erődfalai adják vissza a legjobban a napfényben fürdő provence-i táj atmoszféráját. Az eget és a vizet az erődfal választja el egymástól, amely a kép közepén, horizontálisan húzódik. A festményt ragyogó kékek, zöldek és lilák dominálják, e hűvös színek kontrasztjaként jelenik meg a falak és a kép előterében látható parti sáv meleg okkersárgája.
Fennmaradt Frédéric Bazille vázlatkönyve, amelyet aigues-mortes-i útján használt. Ebből kiderül, hogy a művész fáradhatatlanul kutatta azt a pontot, ahonnan a legjobb a rálátás az erődfalakra.
Miután a művész 1870-ben elesett a porosz–francia háborúban, a kép fivére, Marc Bazille, majd annak Montpellier-ben élő lánya tulajdonába került. Az upperville-i Paul Mellon 1963-ban vásárolta meg az alkotást, amelyet 1985-ben a washingtoni szépművészeti múzeumnak adományozott.